# Клинсман, Юрген
Ю́рген Кли́нсман (нем. Jürgen Klinsmann; род. 30 июля 1964[…], Гёппинген, Баден-Вюртемберг) — немецкий футболист и футбольный тренер. С 2004 по 2006 год — тренер сборной Германии. За цвет своих волос и высокую результативность получил прозвище «Золотой бомбардир».

## Карьера игрока

### Клубная карьера
Начал играть в футбол в возрасте восьми лет, играя на всех позициях, включая вратаря. Профессиональная карьера началась в 16 лет в клубе «Штутгартер Кикерс», который в то время выступал во втором дивизионе. В 1984 году он присоединился к более сильному клубу «Штутгарт», постоянному члену первого дивизиона.
Кроме выступлений за «Штутгарт» и мюнхенскую «Баварию», Клинсман играл во многих клубах по всей Европе — «Монако», «Интере» и «Сампдории» в Италии, и дважды в клубе «Тоттенхэм Хотспур» в Англии.

### Сборная Германии
У Клинсмана была плодотворная международная карьера, начавшаяся с выступления за сборную Германии в 1987 году и закончившаяся 108 матчами, в которых он забил 47 голов. Делит с Руди Фёллером 4-е место в списке лучших бомбардиров сборной Германии. Он участвовал в:
- Олимпийских играх 1988 года, завоевав бронзовую медаль;
- Чемпионатах Европы 1988, 1992 и 1996 годов, дойдя до финала в 1992-м и став чемпионом в 1996-м;
- Чемпионатах мира 1990 (на котором забил 3 гола), 1994 (5 голов), и 1998 (3 гола), став чемпионом мира в 1990-м;

Ушёл из сборной после чемпионата мира 1998 года.
Клинсман — первый игрок, забивший не менее трёх мячей на трёх чемпионатах мира.

## Карьера тренера
26 июля 2004 года стал тренером сборной Германии, сменив на этом посту Руди Фёллера, с которым вместе играл в сборной.
12 июля 2006 года Клинсман официально заявил, что прекращает тренировать сборную Германии. Место Клинсмана занял его помощник Йоахим Лёв.
11 января 2008 года «Бавария» Мюнхен объявила, что с 1 июля 2008 года Клинсман станет главным тренером этого клуба.
27 апреля 2009 года смещён с занимаемой должности. Игрок «Баварии» Филипп Лам позже написал в автобиографической книге:

Назначение Клинсманна главным тренером «Баварии» можно охарактеризовать как провальный эксперимент. На тренировках он уделял внимание исключительно физической подготовке игроков, а о тактической составляющей даже и речи не шло. Уже через восемь недель после начала совместной работы мы поняли, что с этим тренером у нас ничего не выйдет.

3 ноября 2010 года Клинсман был официально назначен на должность консультанта клуба MLS «Торонто».

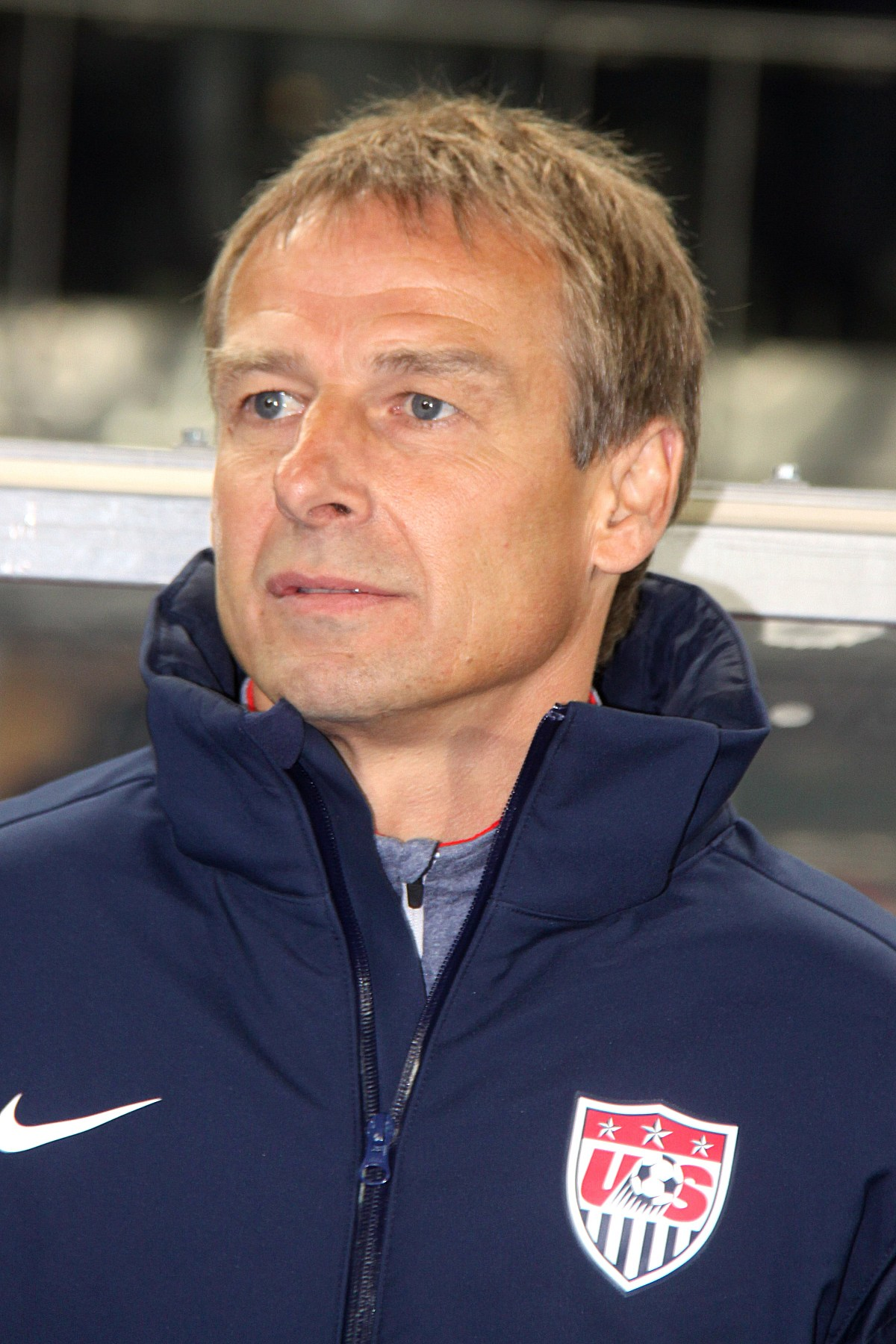
Клинсман в качестве главного тренера сборной США, 2013 год

29 июля 2011 года назначен главным тренером сборной США. Сменил на этом посту Боба Брэдли. 10 августа 2011 года дебютировал на посту тренера американской сборной в товарищеском матче против сборной Мексики в Филадельфии.
21 ноября 2016 года отправлен в отставку с постов главного тренера и технического директора сборной США по футболу. На момент отставки команда потерпела два поражения в двух матчах от сборных Мексики (1:2) и Коста-Рики (0:4) и занимала последнее, шестое, место в турнирной таблице зоны КОНКАКАФ в отборочном турнире к чемпионату мира 2018 года.
27 ноября 2019 года назначен главным тренером берлинской «Герты». Контракт подписан до конца сезона 2019/20. 11 февраля 2020 года, через 3 дня после поражения «Герты» в домашнем матче 21-го тура Бундеслиги 2019/20 от «Майнца 05» (1:3), подал в отставку.

## Достижения

### В качестве игрока
«Интернационале»
- Обладатель Кубка УЕФА: 1991

«Бавария»
- Чемпион Германии: 1996/97
- Обладатель Кубка УЕФА: 1996

Сборная ФРГ
- Чемпион мира 1990 года
- Чемпион Европы 1996 года
- Вице-чемпион Европы 1992 года

### В качестве тренера
Сборная Германии
- Бронзовый призёр чемпионата мира 2006
- Бронзовый призёр Кубка конфедераций 2005

Сборная США
- Обладатель Золотого кубка КОНКАКАФ 2013

### Личные
- Футболист года в Германии: 1994, 1998
- Футболист года по версии Ассоциации футбольных журналистов: 1995
- Лучший бомбардир Бундеслиги: 1987/88
- Лучший бомбардир Кубка УЕФА: 1995/96
- Игрок месяца английской Премьер-лиги: август 1994
- Входит в состав символической сборной Европы по версии ESM: 1995
- Команда года по версии ПФА: 1994/95
- Рекордсмен сборной Германии по количеству голов на чемпионатах Европы: 5 голов
- Входит в список ФИФА 100
- Выступая за клуб «Тоттенхэм Хотспур», стал первым в истории Англии иностранцем, признанным лучшим игроком сезона.
- Обладатель приза IFFHS лучшему бомбардиру мира в международных матчах: 1995[18]
- Включён в список лучших футболистов XX века по версии World Soccer
- Футбольный тренер года в Германии: 2006

## Личная жизнь
Отец Клинсмана Зигфрид был пекарем, а мать Марта — домохозяйкой.
Женат на американской модели Дэбби Чин. У них двое детей — дочь Лейла и сын Джонатан, футбольный вратарь, выступавший за молодёжные сборные США.
Клинсман свободно владеет английским, итальянским и французским языком. Также Юрген имеет лицензию пилота вертолёта.
Живёт в США, в городе Хантингтон-Бич (штат Калифорния). Увлекается баскетболом, болеет за «Лос-Анджелес Лейкерс».

## Статистика выступлений
| Клуб                       | Сезон                | Лига | Лига | Кубки | Кубки | Еврокубки | Еврокубки | Итого | Итого |
| Клуб                       | Сезон                | Игры | Голы | Игры  | Голы  | Игры      | Голы      | Игры  | Голы  |
| -------------------------- | -------------------- | ---- | ---- | ----- | ----- | --------- | --------- | ----- | ----- |
| Штутгартер Кикерс          | 1981/82              | 6    | 1    | 0     | 0     | -         | -         | 6     | 1     |
| Штутгартер Кикерс          | 1982/83              | 20   | 2    | 2     | 1     | -         | -         | 22    | 3     |
| Штутгартер Кикерс          | 1983/84              | 35   | 19   | 2     | 2     | -         | -         | 37    | 21    |
| Штутгартер Кикерс          | Итого                | 61   | 22   | 4     | 3     | 0         | 0         | 65    | 25    |
| Штутгарт                   | 1984/85              | 32   | 15   | 4     | 2     | 2         | 0         | 38    | 17    |
| Штутгарт                   | 1985/86              | 33   | 16   | 6     | 4     | 0         | 0         | 39    | 20    |
| Штутгарт                   | 1986/87              | 32   | 16   | 1     | 2     | 4         | 1         | 37    | 19    |
| Штутгарт                   | 1987/88              | 34   | 19   | 1     | 0     | 0         | 0         | 35    | 19    |
| Штутгарт                   | 1988/89              | 25   | 13   | 4     | 2     | 8         | 4         | 37    | 19    |
| Штутгарт                   | Итого                | 156  | 79   | 16    | 10    | 14        | 5         | 186   | 94    |
| Интернационале             | 1989/90              | 31   | 13   | 4     | 2     | 2         | 0         | 37    | 15    |
| Интернационале             | 1990/91              | 33   | 14   | 4     | 0     | 12        | 3         | 49    | 17    |
| Интернационале             | 1991/92              | 31   | 7    | 5     | 1     | 1         | 0         | 37    | 8     |
| Интернационале             | Итого                | 95   | 34   | 13    | 3     | 15        | 3         | 123   | 40    |
| Монако                     | 1992/93              | 35   | 19   | 2     | 0     | 4         | 0         | 41    | 19    |
| Монако                     | 1993/94              | 30   | 10   | 3     | 2     | 10        | 4         | 43    | 16    |
| Монако                     | Итого                | 65   | 29   | 5     | 2     | 14        | 4         | 84    | 35    |
| Тоттенхэм Хотспур          | 1994/95              | 41   | 20   | 9     | 9     | 0         | 0         | 50    | 29    |
| Тоттенхэм Хотспур          | Итого                | 41   | 20   | 9     | 9     | 0         | 0         | 50    | 29    |
| Бавария                    | 1995/96              | 32   | 16   | 1     | 0     | 12        | 15        | 45    | 31    |
| Бавария                    | 1996/97              | 33   | 15   | 4     | 2     | 2         | 0         | 39    | 17    |
| Бавария                    | Итого                | 65   | 31   | 5     | 2     | 14        | 15        | 84    | 48    |
| Сампдория                  | 1997/98              | 8    | 2    | 1     | 0     | 1         | 0         | 10    | 2     |
| Сампдория                  | Итого                | 8    | 2    | 1     | 0     | 1         | 0         | 10    | 2     |
| Тоттенхэм Хотспур (аренда) | 1997/98              | 15   | 9    | 3     | 0     | 0         | 0         | 18    | 9     |
| Тоттенхэм Хотспур (аренда) | Итого                | 15   | 9    | 3     | 0     | 0         | 0         | 18    | 9     |
| Всего за «Тоттенхэм»       | Всего за «Тоттенхэм» | 56   | 29   | 12    | 9     | 0         | 0         | 68    | 38    |
| Ориндж Каунти Блу Стар     | 2003                 | 8    | 5    | -     | -     | -         | -         | 8     | 5     |
| Ориндж Каунти Блу Стар     | Итого                | 8    | 5    | 0     | 0     | 0         | 0         | 8     | 5     |
| Всего за карьеру           | Всего за карьеру     | 514  | 231  | 56    | 29    | 58        | 27        | 628   | 287   |